# Orde van de Koninklijke Familie (Johor)

Lint

De zeer Geachte Orde van de Koninklijke Familie (Maleis: "Darjah Kerabat Johor Yang Amat Dihormati Pangkat") werd op 31 juli 1886 door Sultan Abu Bakar van Johor ingesteld. De Orde heeft twee graden:
- Ridder-Grootcommandeur, "Darjah Kerabat Johor Yang Amat Dihormati Pangkat Yang Pertama" ook wel "Most Esteemed Royal Family Order of Johor - 1st. Class" geheten. De drager heeft recht op de letters DKI achter zijn of haar naam.

en
- Ridder Commandeur, "Darjah Kerabat Johor Yang Amat Dihormati Pangkat Yang Kedua" ook wel "Most Esteemed Royal Family Order of Johor - 2nd. Class" geheten.De drager heeft recht op de letters DKII achter zijn of haar naam.

Het lint van de Orde is geel.